# Veselînove
Veselînove (în ucraineană Веселинове) este așezarea de tip urban de reședință a raionului Veselînove din regiunea Mîkolaiiv, Ucraina. În afara localității principale, mai cuprinde și satele Kremenivka și Zvenîhorodka.

## Demografie
Componența lingvistică a așezării de tip urban Veselînove
     Ucraineană (93,97%)
     Rusă (5,01%)
     Alte limbi (0,65%)
Conform recensământului din 2001, majoritatea populației așezării de tip urban Veselînove era vorbitoare de ucraineană (93,97%), existând în minoritate și vorbitori de rusă (5,01%).